# ٪۱ (فیلم)
٪۱ (یا قانون شکنان) یک فیلم موتورسواری استرالیایی ۲۰۱۷ به کارگردانی استفان مک کالوم و نویسندگی مت نیبل است.
این فیلم در جشنواره بین‌المللی فیلم تورنتو در سپتامبر ۲۰۱۷ به نمایش درآمد.

## داستان
این فیلم در دنیای زیرزمینی موتور سواران قانون‌شکن و خلافکار رخ می‌دهد و یک موتورسوار باید با خیانت به رئیس‌جمهور، جان برادرش را نجات دهد…

## بازیگران
- مت نیبل به عنوان رئیس‌جمهور ناوک
- رایان کر به عنوان معاون رئیس‌جمهور پادو
- ابی لی کرشا به عنوان کاترینا
- سیمون کسل به عنوان هایلی
- جاش مک کانویل به عنوان اسکینک
- هارون پدرسن به عنوان شکر
- سام پارسونسون به عنوان ناچل
- ادی بارو به عنوان وبی
- ژاکی ویلیامز به عنوان جوزی

## رهایی
٪۱ پیش نمایش جهانی خود را در بخش دیسکاوری در جشنواره بین‌المللی فیلم تورنتو در ۹ سپتامبر ۲۰۱۷ برگزار کرد. ای ۲۴ و دایرکت تی وی متعاقباً برای توزیع گسترده آزمایشی سال ۲۰۱۸، حق پخش این فیلم در آمریکای شمالی را بدست آوردند.

## جوایز
| جایزه      | دسته‌بندی                       | بازیگر          | نتیجه    |
| ---------- | ------------------------------ | --------------- | -------- |
| جوایز اکتا | بهترین فیلمنامه اصلی           | مت نیبل         | نامزدشده |
| جوایز اکتا | بهترین بازیگر زن               | رایان کر        | نامزدشده |
| جوایز اکتا | بهترین بازیگر زن               | ابی لی          | نامزدشده |
| جوایز اکتا | بهترین بازیگر نقش مکمل زن      | جاش مک کانویل   | نامزدشده |
| جوایز اکتا | بهترین بازیگر نقش مکمل زن      | سیمون کسل       | نامزدشده |
| جایزه CGA  | بهترین بازیگری در یک فیلم ویژه | کریستی مک گرگور | نامزدشده |